# 小本登巴赫
小本登巴赫是德国莱茵兰-普法尔茨州的一个市镇。总面积5.00平方公里，总人口414人，其中男性203人，女性211人（2011年12月31日），人口密度83人/平方公里。